# گمینا چیلانز
گمینا چیلانز (به لهستانی:  Gmina Cielądz) یک گمینا در لهستان است که در شهرستان راوا واقع شده‌است. گمینا چیلانز ۹۳٫۸۸ کیلومتر مربع مساحت و ۴٬۱۰۰ نفر جمعیت دارد.